# Herzliya

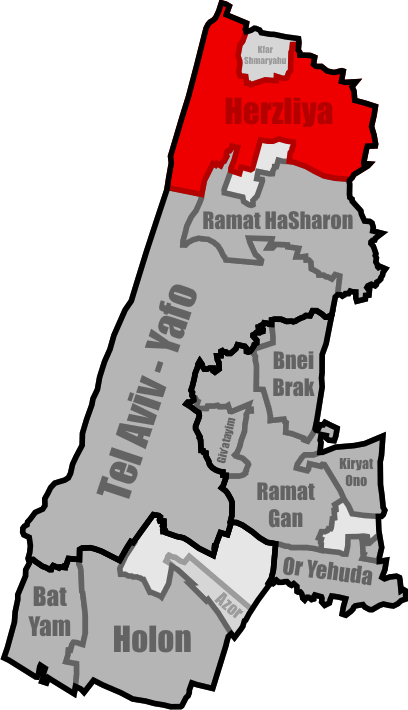
Localização de Herzliya no Distrito de Tel Aviv.

Herzliya (em hebraico:  הֶרְצְלִיָּה) é uma cidade de Israel com 84.200 habitantes, pertencente ao Distrito de Tel Aviv. Herzliya abrange uma área de 26 km².

## História
A cidade de Herzliya foi assim nomeada em homenagem a Theodor Herzl, fundador do sionismo moderno. Em sua homenagem existe, também, uma imponente estátua na entrada para a cidade.
Esta cidade foi fundada em 1924 por sete famílias de colonos judeus.

## Geminações
Herzliya possui as seguintes cidades-gémeas:
| - Alicante, Espanha - Banská Bystrica, Eslováquia (desde 1995) - Beverly Hills, Califórnia, EUA - Bursa, Turquia - Columbus, Ohio, EUA | - Dnipro, Ucrânia - San Bernardino, Califórnia, EUA - Funchal, Portugal - Gold Coast, Austrália - Hollywood, Flórida, EUA | - Marl, Alemanha - San Isidro, Argentina - Toulon, França - Yangzhou, República Popular da China |